# FK Železničar Niš
FK Železničar Niš (serb.: Фудбалски Клуб Железничар Ниш) – serbski klub piłkarski z siedzibą w Niszu (w okręgu niszawskim), z dzielnicy Čair, działający w latach 1928–2012. Klub został założony przez robotników kolejowych. 

## Historia
W sezonie 1946/47 klub występował w rozgrywkach jako FK 14. Oktobar Niš w Prvej lidze SFR Јugoslavije, najwyższej klasie rozgrywkowej Socjalistycznej Federacyjnej Republiki Jugosławii, gdzie zdobywając 13 punktów zajął przedostatnie 13. miejsce i spadł z ligi. W rozgrywkach Drugiej ligi SFR Јugoslavije klub występował 8 sezonów: 1962/63-1966/67 i 1968/69-1970/71.
W czasach Federalnej Republiki Jugosławii klub występował pięć sezonów w rozgrywkach Drugiej ligi SR Јugoslavije: w sezonach 1994/95 (7. miejsce), 1995/96 (14. miejsce) i 1996/97 (16. miejsce, oznaczające spadek klubu do Srpskiej ligi) oraz w sezonach 2000/01 (9. miejsce) i 2001/02 (17. miejsce i spadek klubu do Srpskiej ligi).
W trakcie sezonu 2008/09 klub wycofał się z rozgrywek Srpskiej ligi Istok po rundzie jesiennej, a jego wyniki anulowano. W 2011 roku klub reaktywowano, ale w trakcie sezonu 2012/13 klub wycofał się z rozgrywek Prvej Niskiej ligi (5. poziom serbskich rozgrywek piłkarskich), a drużyna została rozwiązana. 

## Stadion
Klub rozgrywał swoje mecze domowe na stadionie Stadion kraj Carske pruge w miejscowości Nisz, który mógł pomieścić 5 tys. widzów.

## Sezony
| Sezon                          | Liga                                             | Poziom | Miejsce |
| Federalna Republika Jugosławii |                                                  |        |         |
| 1999/00                        | Srpska liga (Grupa Niš)                          | III    | 1       |
| 2000/01                        | Druga liga SR Јugoslavije – Grupa Istok (Wschód) | II     | 9       |
| 2001/02                        | Druga liga SR Јugoslavije – Grupa Istok (Wschód) | II     | 17      |
| 2002/03                        | Srpska liga (Grupa Niš)                          | III    | 7       |
| Serbia i Czarnogóra            |                                                  |        |         |
| 2003/04                        | Srpska liga (Grupa Istok)                        | III    | 4       |
| 2004/05                        | Srpska liga (Grupa Istok)                        | III    | 2       |
| 2005/06                        | Srpska liga (Grupa Istok)                        | III    | 3       |
| Serbia                         |                                                  |        |         |
| 2006/07                        | Srpska liga (Grupa Istok)                        | III    | 2       |
| 2007/08                        | Srpska liga (Grupa Istok)                        | III    | 10      |
| 2008/09                        | Srpska liga (Grupa Istok)                        | III    | 16 *    |
| 2009/10                        | brak drużyny w rozgrywkach ligowych              | -      | -       |
| 2010/11                        | brak drużyny w rozgrywkach ligowych              | -      | -       |
| 2011/12                        | Druga Niska liga                                 | VI     | 3       |
| 2012/13                        | Prva Niska liga                                  | V      | 16 **   |

 * W trakcie sezonu 2008/09 Železničar wycofał się z rozgrywek Srpskiej ligi Istok po rundzie jesiennej, a jego wyniki anulowano.
 ** W trakcie sezonu 2012/13 Železničar wycofał się z rozgrywek Prvej Niskiej ligi (drużyna została rozwiązana).

## Sukcesy
- 13. miejsce Prvej ligi SFR Јugoslavije (1x): 1947.
- mistrzostwo Srpskiej ligi – Grupa Istok (III liga) (1x): 1994 (awans do Drugiej ligi SR Јugoslavije).
- mistrzostwo Srpskiej ligi – Grupa Niš (III liga) (1x): 2000 (awans do Drugiej ligi SR Јugoslavije).
- wicemistrzostwo Srpskiej ligi – Grupa Istok (III liga) (2x): 2005 i 2007.

## Reprezentanci kraju grający w klubie
- Saša Simonović